# China Railways DFH

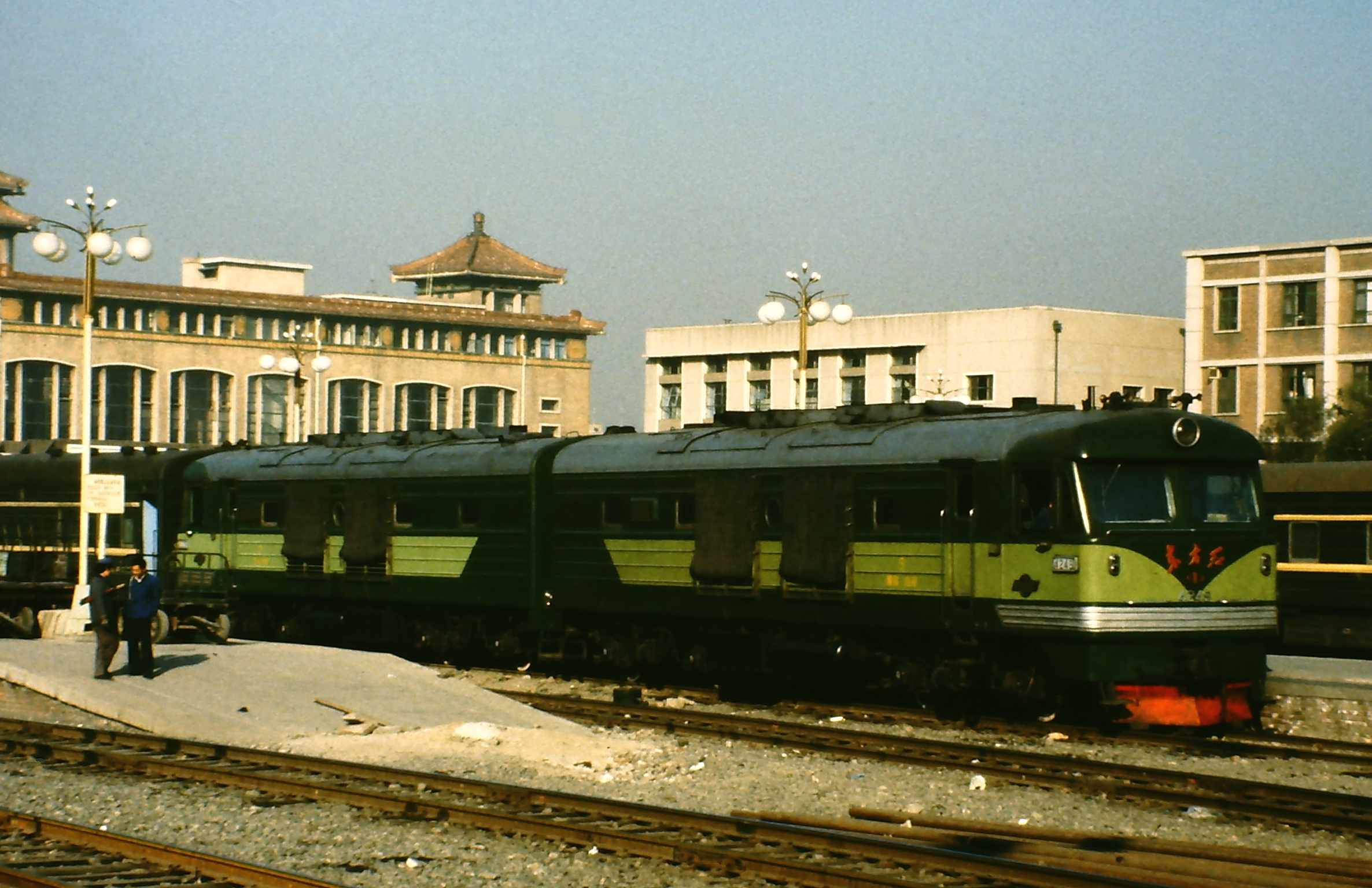
A DFH1-4245 Peking Főpályaudvarán

A China Railways DFH egy kínai B'+B' tengelyelrendezésű,  hidraulikus erőátvitelű dízelmozdony család.
Összesen három változatban készült:
- China Railways DFH1: A mozdonycsalád legelső tagjai, 4 tengelyesek, egy vezetőállással
- China Railways DFH3: A második sorozat 4 tengelyes, már két vezetőállással
- China Railways DFH4: A harmadik sorozat 6 tengelyes, nehéz személy- és tehervonatokhoz alkalmazzák

## Megőrzött mozdonyok
A DFH3 0009-es ki lett állítva a Pekingi vasúti múzeumban.